# François Roux (Romanist)

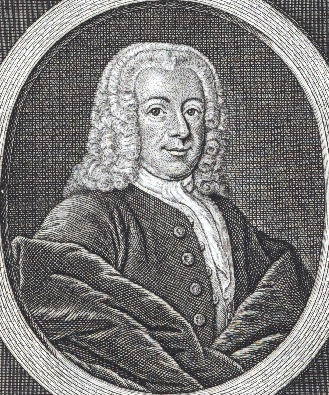
François Roux

François Roux (* 9. Mai 1674 in Vienne; † 7. März 1750 in Jena) war ein deutscher Romanist, Grammatiker und Lexikograf französischer Herkunft.

## Leben und Werk
François Roux studierte Philosophie bei den Dominikanern in Grenoble, konvertierte zum Protestantismus und ging als verfolgter Hugenotte nach Deutschland. Er studierte Rechtswissenschaft an der Universität Jena und wurde Hauslehrer, dann Lektor für Französisch an derselben Universität (zu einer Zeit, als es noch keine Professuren dieses Faches gab). Zu seinen Schülern gehörte u. a. der spätere Herzog Ernst August I., der ihn 1711 zum Sekretär ernannte. Roux betreute die Examensarbeit von Johann Friedrich von Westenhol(t)z, was ihm einen hochschullehrerähnlichen Status attestiert.
François Roux heiratete am 24. August 1705 in Jena Clara Maria Paulsen (1689‒1727), Tochter des Hofmalers Bartholomäus Paulsen in Jena († 1699). Dieser Ehe entstammten 13 Kinder. Er heiratete in zweiter Ehe am 1. Februar 1728 Eleonora Christina Andreae († 19. November 1752 in Jena), Tochter des Rudolstädter Stadtpredigers Johann Michael Andreae (1657‒1711). Der zweiten Ehe entstammten 8 Kinder, darunter der spätere Französischlehrer und Fechter Heinrich Friedrich Roux, der Vater des Malers Jakob Roux und Stammvater einer Dynastie von Fechtmeistern wurde.

## Werke (Auswahl)
- De contractu in genere conclusiones. Jena 1705. Digitalisat.
- Novum Lumen Linguæ Gallicæ Ex Optimis Gentis Illius Scriptoribus Accensum. Jena 1711. Digitalisat.
- Dialogues Familiers, Et Autres contenant quelques difficultez de Grammaire. Jena 1712. Digitalisat.
- Essay d’observations nouvelles sur la langue françoise. Frankfurt am Main 1716. Digitalisat.
  - Second essai d’observations nouvelles sur la langue française. Jena 1736.
- Grammaire ducale, Oder Gründliche Anweisung Zur Frantzösischen Sprache, in ordentliche Reguln gebracht und mit gehörigen Anmerckungen […] versehen. Jena 1720. Digitalisat.
  - (mit anderen) Gründliche Anweisung zur französischen Sprache, von einigen auf der Jenaischen Universität privilegirten und docirenden Sprach-Meistern ausgefertiget, 3. Auflage, Jena 1746
- Dictionnaire nouveau françois et allemand, allemand et françois. Neues teutsch-französisches Wörterbuch, Jena 1744.
  - Nouveau dictionnaire françois et allemand, allemand et françois par François Roux. Nouvelle édition, revuë, corrigée et augmentée. Neues Teutsches und Französisches Wörter-Buch durch Franciscum Roux. Verbesserte und stark vermehrte Auflage. Beide Bände posthum Halle 1754. (Frz.; Dt.)
Eine stark bearbeitete Fassung dieses Wörterbuchs hat sein Sohn Heinrich Friedrich Roux 1779/80 unter eigenem Namen herausgebracht. Daraus hat Jean-Charles Laveaux ab 1807 weitere geänderte Fassungen entwickelt und unter eigenem Namen veröffentlicht.
- Essai dʼobservations sur le Stile épistolaire utiles à ceux qui veulent bien écrire les lettres. Ouvrage posthume[3]. Jena 1752. Digitalisat.

## Nachweise
1. ↑  Eingeschrieben als „Francisc. Roux“ am 1. Mai 1703 (Matrikel der Universität Jena 1696‒1723, S. 40v).
2. ↑  Dissertation academique sur l’usage de la langue françoise en Allemagne, Jena 1713. (Digitalisat)
3. ↑  herausgebracht von Henri Frederic Roux, etud. a droit; vgl. das Vorwort.
4. 1 2  Laut einigen Biographien war François Roux Fechtmeister der Universität Jena ‒ offenbar eine Verwechslung mit seinem Sohn Heinrich Friedrich Roux.

| Personendaten    | Personendaten                                                         |
| ---------------- | --------------------------------------------------------------------- |
| NAME             | Roux, François                                                        |
| ALTERNATIVNAMEN  | Roux, Franciscus                                                      |
| KURZBESCHREIBUNG | deutscher Romanist, Grammatiker und Lexikograf französischer Herkunft |
| GEBURTSDATUM     | 9. Mai 1674                                                           |
| GEBURTSORT       | Vienne                                                                |
| STERBEDATUM      | 7. März 1750                                                          |
| STERBEORT        | Jena                                                                  |